# Antonio Imbelloni
Antonio Mario Imbelloni Di Leo (Lanús, 25 agosto 1924 – ...) è stato un allenatore di calcio e calciatore argentino, di ruolo attaccante.

## Carriera

### Club
Durante la sua carriera ha giocato con le maglie di San Lorenzo, Nizza, Real Madrid e Sporting Lisbona. Dopo esser partito dall'Argentina, approda ai francesi del Nizza, dove resta per mezza annata fino al marzo del 1951, quando è tesserato dal Real Madrid. Con i Blancos, Imbelloni riesce a giocare cinque match di campionato, segnando il suo unico gol per il Real il 15 aprile contro il Celta Vigo (2-2). A novembre del 1951 torna in patria, prima di chiudere la carriera in Portogallo da giocatore-allenatore

### Allenatore
Da allenatore guida lo Sporting Lisbona, resta in Portogallo fino al 1963, quando torna in Sudamerica. Dopo una pausa di cinque anni tra il 1972 e il 1976, torna ad allenare sedendosi sulla panchina del Braga nel 1977. Dal 1980 termina anche la carriera da allenatore.

## Palmarès

### Club
- Campionato argentino: 1

San Lorenzo: 1946